# Арран (царь)
Арран  — царь Кавказской Албании в I веке н. э.

## Биография
Происходил из рода Айка. В начале I ст. н. э. после царя Зобера становится новым правителем Кавказской Албании.
Сведений об Арране в источниках очень мало. Мовсес Каганкатваци упоминает, что он был назначен правителем Кавказской Албании Вологезом I (51-78 гг. н.э.) из парфянской правящей династии Аршаки в I веке и что он был из рода Сисака, также он сообщает о нём, как о потомке легендарного армянского прародителя Айка из Сисака. Историк также подчеркивает, что через Айка, Арран — потомок Иафета.
Заключил союз с Парфией. В 35 году выступил в союзе с Фарсманом I, царем Иберии, против парфян, пытавшихся установить превосходство над Великой Арменией. В результате войска Фарсмана и Аррана нанесли поражение парфианскому шахзаду Ороду.
При его правлении христианский миссионер Елисей в городе Чура в 43 году создал первую христианскую общину. Вместе с тем во времена Аррана царство приобрело внутреннее укрепление. С этого времени в честь Аррана Кавказскую Албанию в Парфии стали называть страной Аррана или просто Арраном (в последующей сохранившейся до глубокого Средневековья).
Значительную часть правления провел в борьбе с горными племенами современного Дагестана, а таком с Великой Арменией. Умер в начале 50-х годов. Ему наследовал сын Вачаган.

## Топоним Арран
Армянский историк Мовсес Каганкатваци пишет, что название Албания было дано в честь Аррана:

 Из-за его [Арана] мягкого нрава страна эта была названа Алуанк, ибо из-за мягкого нрава звали его Алу. — Мовсес Каганкатваци